# Кросоха
Корсоха — річка в Маневицькому районі Волинської області, ліва притока Кормину (басейн Дніпра).

## Опис
Довжина річки 12 км, похил річки — 0,43 м/км. Формується з притоки Грань та багатьох безіменних струмків. Площа басейну 90,4 км².

## Розташування
Бере початок на північно-східній стороні від села Острови. Тече переважно на північний схід через село Красноволю і напроти села Тельчі впадає в річку Кормин, праву притоку Стиру. 
Річку перетинає автомобільна дорога Т 1802